# マミチャジナイ
マミチャジナイ（学名:Turdus obscurus）は、スズメ目ツグミ科ツグミ属に分類される鳥類。
漢字表記は、眉茶𫛉（「耶」の下に「鳥」、U+2B6C9）、眉茶鶇（眉茶鶫）、眉茶𪃹（「即」の下に「鳥」、U+2A0F9）。

## 分布
インド、インドネシア、タイ、中華人民共和国（香港含む）、台湾、日本、バングラデシュ、フィリピン、ベトナム、マレーシア、ミャンマー、ラオス、ロシア東部
夏季に中華人民共和国北東部やロシア東部で繁殖し、冬季になると東南アジアへ南下し越冬する。日本では主に渡りの途中に飛来する（旅鳥）が、少数が冬季に西日本や南西諸島で越冬（冬鳥）する。

## 形態
全長21.5cm。翼開長37cm。背面や翼は褐色、胸部から体側面にかけてはオレンジ色、腹部は白い羽毛で覆われる。
眼上部にある眉状の斑紋（眉斑）は白い。
オスの頭部は灰褐色の羽毛で覆われ、メスは頭部に灰色味が少なく、喉は白く暗色の縦縞が入る。

## 生態
森林に生息する。
食性は雑食で、昆虫類や多足類、陸棲の貝類、果実（イチイ、クサギ、ナナカマド、ハゼノキ、ミズキ等）等を食べる。
繁殖形態は卵生。